# Peter Mander
Peter Garth Mander (ur. 4 lipca 1928 w Christchurch, zm. 21 września 1998 tamże) – nowozelandzki żeglarz sportowy. Złoty medalista olimpijski z Melbourne.
Zawody w 1956 były jego pierwszymi igrzyskami olimpijskimi. Zwyciężył w klasie 12 m Sharpie. Partnerował mu Jack Cropp. W 1964 po raz drugi brał udział w igrzyskach w 1964 i zajął czwarte miejsce w klasie Finn.